# China Railway High-Speed
China Railway High-Speed, kurz CRH (chinesisch 中國高速鐵路 / 中国高速铁路, Pinyin Zhōngguó Gāosù Tiělù) (Abk.: 高铁， Gao Tie) ist die Bezeichnung des Programms für den Hochgeschwindigkeitsverkehr in der Volksrepublik China, das der chinesischen Staatsbahn China Railways (CNR) unterstellt ist. Es sieht sowohl den Bau von Hochgeschwindigkeitsstrecken als auch die Beschaffung von Hochgeschwindigkeitszügen vor.

## Hochgeschwindigkeitsstrecken

Karte des Eisenbahnnetzes von China, Schnellfahrstrecken sind farblich hervorgehoben

Das Programm China Railway High-Speed sah bis 2012 den Bau von 13.000 km Strecken für Geschwindigkeiten über 200 km/h vor, wovon 5.000 km mit Geschwindigkeiten bis 350 km/h befahren werden sollen.

### Schnellfahrstrecke Peking–Shanghai
Seit dem 30. Juni 2011 ist die 1318 km lange Schnellfahrstrecke von Peking nach Shanghai in Betrieb. Sie ist nach den Verbindungen Shanghai–Kunming und Peking–Guangzhou die drittlängste Hochgeschwindigkeitsstrecke der Welt und wurde in nur drei Jahren gebaut. Der größte Teil der Strecke liegt auf einer aufgeständerten Trasse, die von 29 Brücken getragen wird. Darunter befinden sich auch die vier längsten Brücken der Welt: die Große Brücke Danyang–Kunshan, die Große Brücke von Tianjin, die Große Brücke Cangzhou-Dezhou und die Große Brücke über den Huai He. Bei Nanjing überquert die Hochgeschwindigkeitsstrecke zusammen mit anderen Strecken den Jangtse auf der mehr als neun Kilometer langen Dashengguan-Brücke. Das Bauwerk gilt als Eisenbahnbrücke mit der längsten Spannweite, der größten Nutzlast, den meisten Strecken und den meisten Gleisen der Welt.
Die Hochgeschwindigkeitsstrecke wurde für reguläre Geschwindigkeiten bis zu 380 km/h ausgelegt, was die Fahrzeit von über 9 Stunden auf unter 4 Stunden reduzieren würde. Sie wird aber zurzeit nur mit 300 km/h befahren, so dass eine  Reisezeit von 4:48 Stunden erreicht wird. Wegen eines Zugunglücks mit 40 Toten hat die Regierung 2011 die Geschwindigkeit auf etwa 300 Kilometer pro Stunde begrenzt.
Mit der Einführung der Fuxing-Züge wurde die Geschwindigkeit der Expresszüge zwischen Peking und Shanghai ab September 2017 wieder auf 350 Kilometer pro Stunde erhöht. Erste Tests der neuen Züge dazu begannen im Juli 2017, wie die chinesische Nachrichtenagentur Xinhua berichtete.
Zusätzlich zu der Schnellfahrstrecke Peking–Shanghai wurden die Schnellfahrstrecke Peking–Tianjin und Schnellfahrstrecke Shanghai–Nanjing erstellt, die oft mit der ersteren verwechselt werden. Diese Strecken sind aber tatsächlich eigene Bauwerke, die dazu dienen, die Schnellfahrstrecke Peking–Shanghai vom Verkehr zwischen den beiden Städtepaaren zu entlasten. Die Geschwindigkeit der Züge wurde von ursprünglich 350 km/h auf 300 km/h herabgesetzt, was für beide Strecken  Reisezeit von ungefähr einer halben Stunde ergibt. Die Schnellfahrstrecke Peking–Tianjin stand noch vor der Schnellfahrstrecke Peking–Shanghai bereits am 2. August 2008 in Betrieb. Sie ist die älteste Hochgeschwindigkeitsstrecke Chinas für Geschwindigkeiten oberhalb von 300 km/h.

## Hochgeschwindigkeitszüge
Das Programm China Railway High-Speed sah bis 2012 die Beschaffung von tausend Triebzügen mit zusammen über zehntausend Wagenkästen vor.
Die Triebzüge wurden zunächst mit den Bezeichnungen CRH1 bis CRH5 und einem nachfolgenden Buchstaben versehen. Die Bezeichnung CRH4 wurde nicht verwendet, weil die Ziffer 4 als Unglückszahl ausgelassen wurde. Später wurde zu Bezeichnungen gewechselt, die sich aus der Höchstgeschwindigkeit des Zuges im km/h, einem fortlaufenden Buchstaben und dem optionalen Buchstaben L zusammensetzt. Mit L werden alle Triebzüge bezeichnet, die aus 16 statt 8 Wagen bestehen.
Die ersten vier Fahrzeug-Baureihen basieren auf Technologietransfer von bestehenden Fahrzeugbaureihen aus dem Ausland, die für China angepasst wurden. Der CRH 380A war der erste Zug, der vollständig in China entwickelt wurde, wobei auf Teile der Züge aus dem Technologietransfer zurückgegriffen werden konnte.
Der CRH1, der auf den schwedischen Regina-Triebzügen basiert, ist für eine Höchstgeschwindigkeit von 250 km/h zugelassen. Der CRH2 entstammt der Shinkansen-Familie aus Japan und erreicht je nach weiterentwickelter Variante bis zu 380 km/h, der CRH3 von Siemens erreicht ebenfalls bis zu 350 km/h, die jeweiligen chinesischen Weiterentwicklungen bis zu 380 km/h und der CRH5 von Alstom 250 km/h. Dieser ist speziell für die winterlichen Temperaturen in Nordchina entwickelt worden. Der CRH 380A erreicht langfristige Reisegeschwindigkeiten von bis zu 380 km/h.
Vorgänger dieses Programms war der China Star (Kurzzeichen: 中华之星,  Zhōnghuá zhī Xīng). Es wurde nur ein Prototyp hergestellt.
Am 3. Dezember 2010 erreichte ein CRH380A bei einer Testfahrt mit 486 km/h eine Rekordgeschwindigkeit für nicht modifizierte, konventionelle Züge. Die Testfahrt fand auf einem Teilstück der Hochgeschwindigkeitsstrecke zwischen Peking und Shanghai statt. Der Rekord wurde kurz darauf durch einen CRH380BL mit 487 km/h überboten.

### Übersicht älterer chinesischer Hochgeschwindigkeitsbaureihen
| Bezeichnung   | Höchstgeschwindigkeit bei Testfahrten | zugelassene Höchstgeschwindigkeit | Sitzplatzkapazität | Formation | Leistung (unter 25 kV) | Betriebsaufnahme |
| ------------- | ------------------------------------- | --------------------------------- | ------------------ | --------- | ---------------------- | ---------------- |
| CRH1A         | 278 km/h                              | 250                               | 611/645/668        | 5M3T      | 5,3 MW                 | 2007             |
| CRH1B         | 292 km/h                              | 250                               | 1299               | 10M6T     | 11,0 MW                | 2009             |
| CRH1E         |                                       | 250                               | 618/642            | 10M6T     | 11,0 MW                | 2009             |
| CRH2A         | 282 km/h                              | 250                               | 588/610            | 4M4T      | 4,8 MW                 | 2007             |
| CRH2B         | 275 km/h                              | 250                               | 1230               | 8M8T      | 9,6 MW                 | 2008             |
| CRH2C Stage 1 | 394,2 km/h                            | 300                               | 610                | 6M2T      | 7,2 MW                 | 2008             |
| CRH2C Stage 2 |                                       | 350                               | 610                | 6M2T      | 8,76 MW                | 2010             |
| CRH2E         |                                       | 250                               | 630                | 8M8T      | 9,6 MW                 | 2008             |
| CRH3C         | 394,3 km/h                            | 350                               | 556/600            | 4M4T      | 8,8 MW                 | 2008             |
| CRH5A         |                                       | 250                               | 570/586/622        | 5M3T      | 5,5 MW                 | 2007             |
| CRH380A       | 416,6 km/h                            | 380                               | 494                | 6M2T      | 9,6 MW                 | 2010             |
| CRH380AL      | 486,1 km/h                            | 380                               | 1027               | 14M2T     | 20,44 MW               | 2010             |
| CRH380B       |                                       | 380                               |                    | 4M4T      | 9,2 MW                 | 2011             |
| CRH380BL      | 487,3 km/h                            | 380                               | 1004               | 8M8T      | 18,4 MW                | 2010             |
| CRH380CL      |                                       | 380                               |                    | 8M8T      | 19,2 MW                | 2013             |
| CRH380D       |                                       | 380                               | 495                | 4M4T      | 10,0 MW                |                  |
| CRH380DL      |                                       | 380                               | 1013               | 8M8T      | 20,0 MW                |                  |
| CRH6          |                                       | 220                               | 586                | 4M4T      | ~5 MW                  | 2013             |

### Bilder der Triebzugfamilien

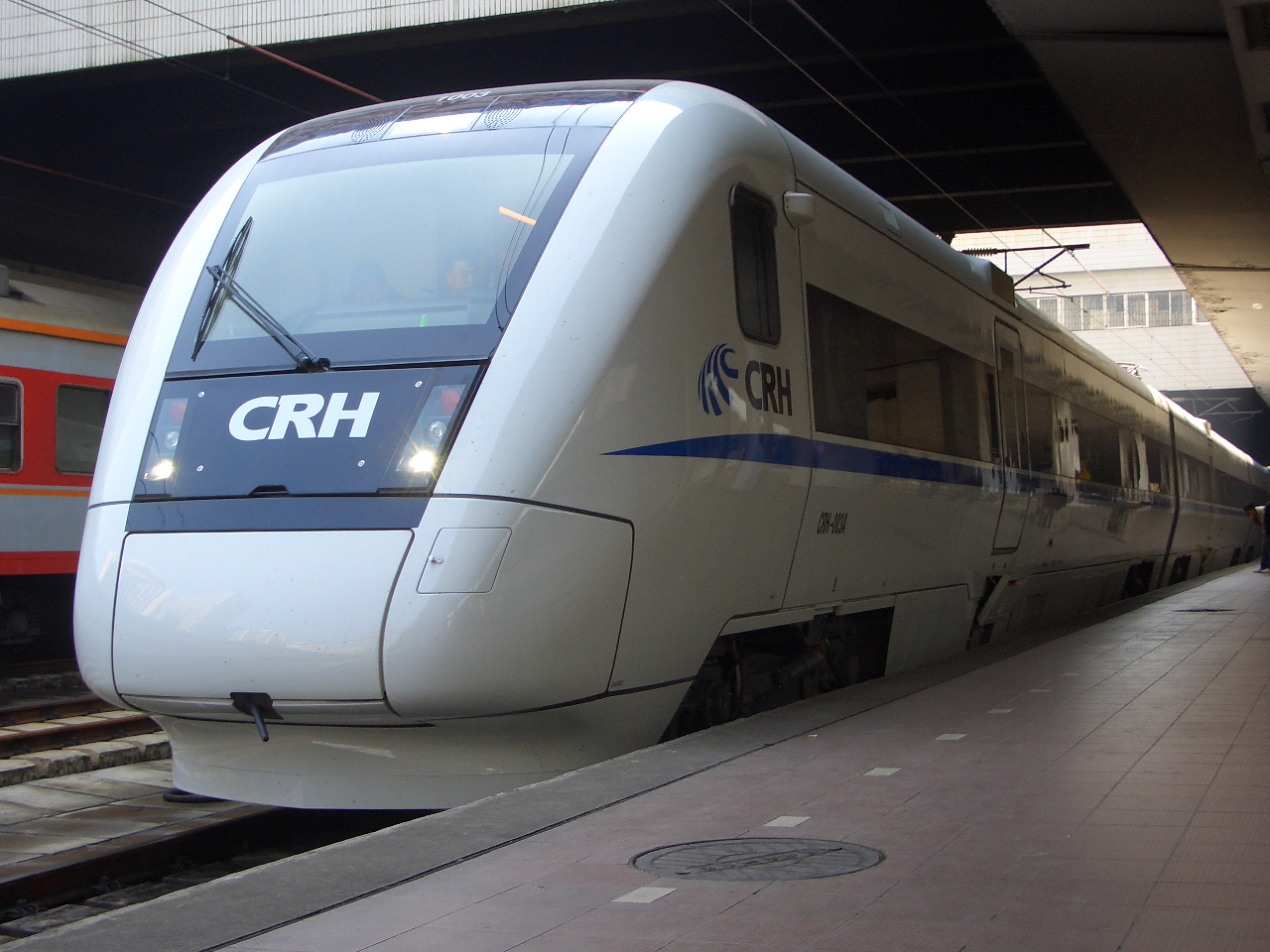
CRH1
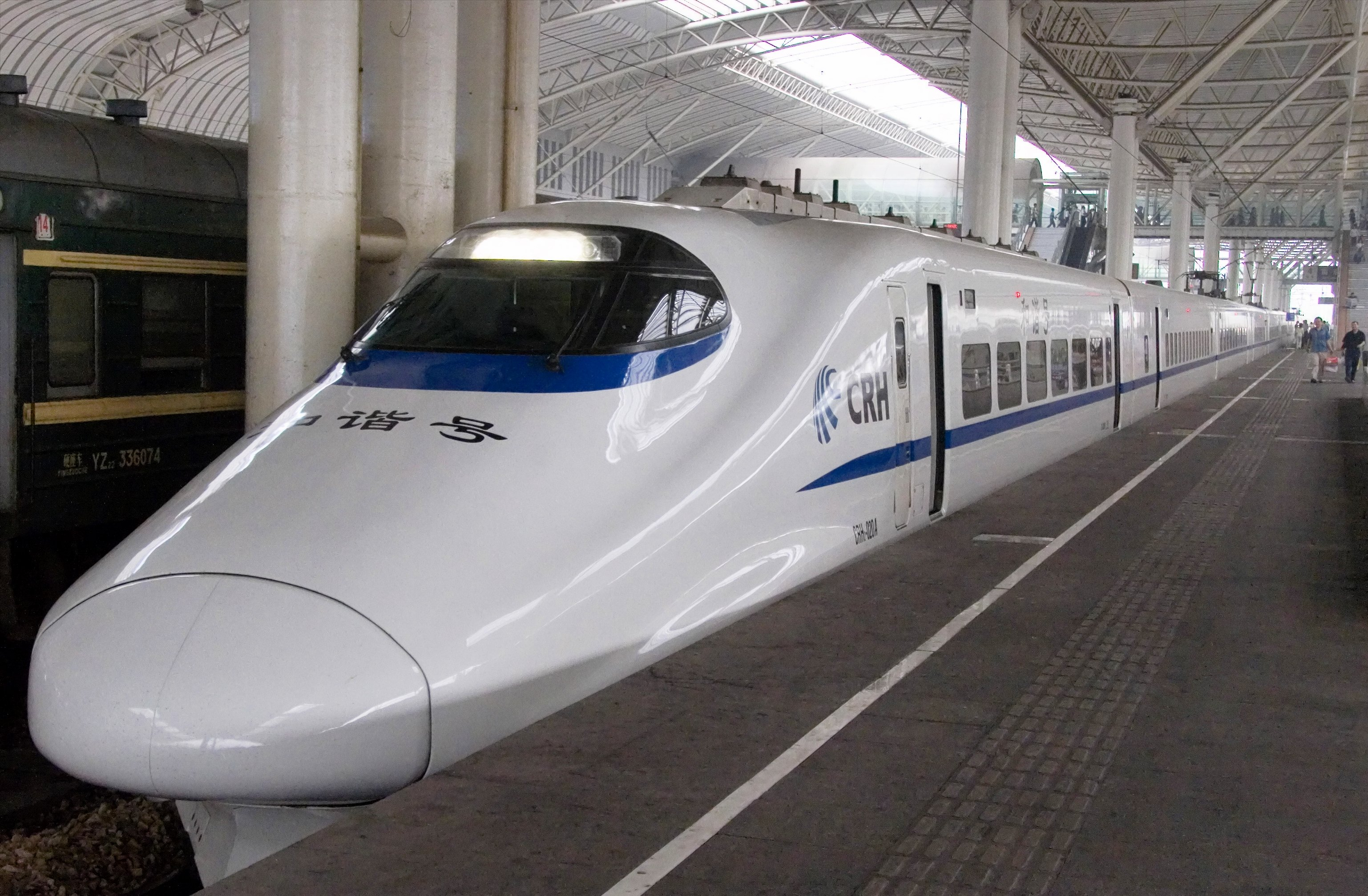
CRH2
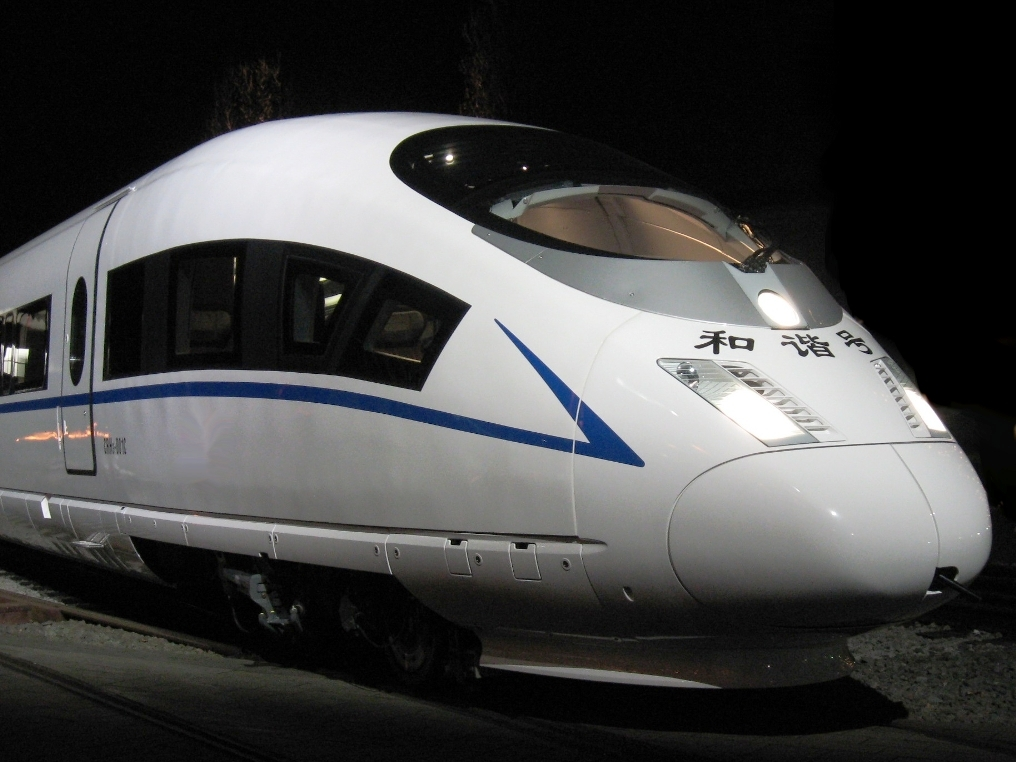
CRH3
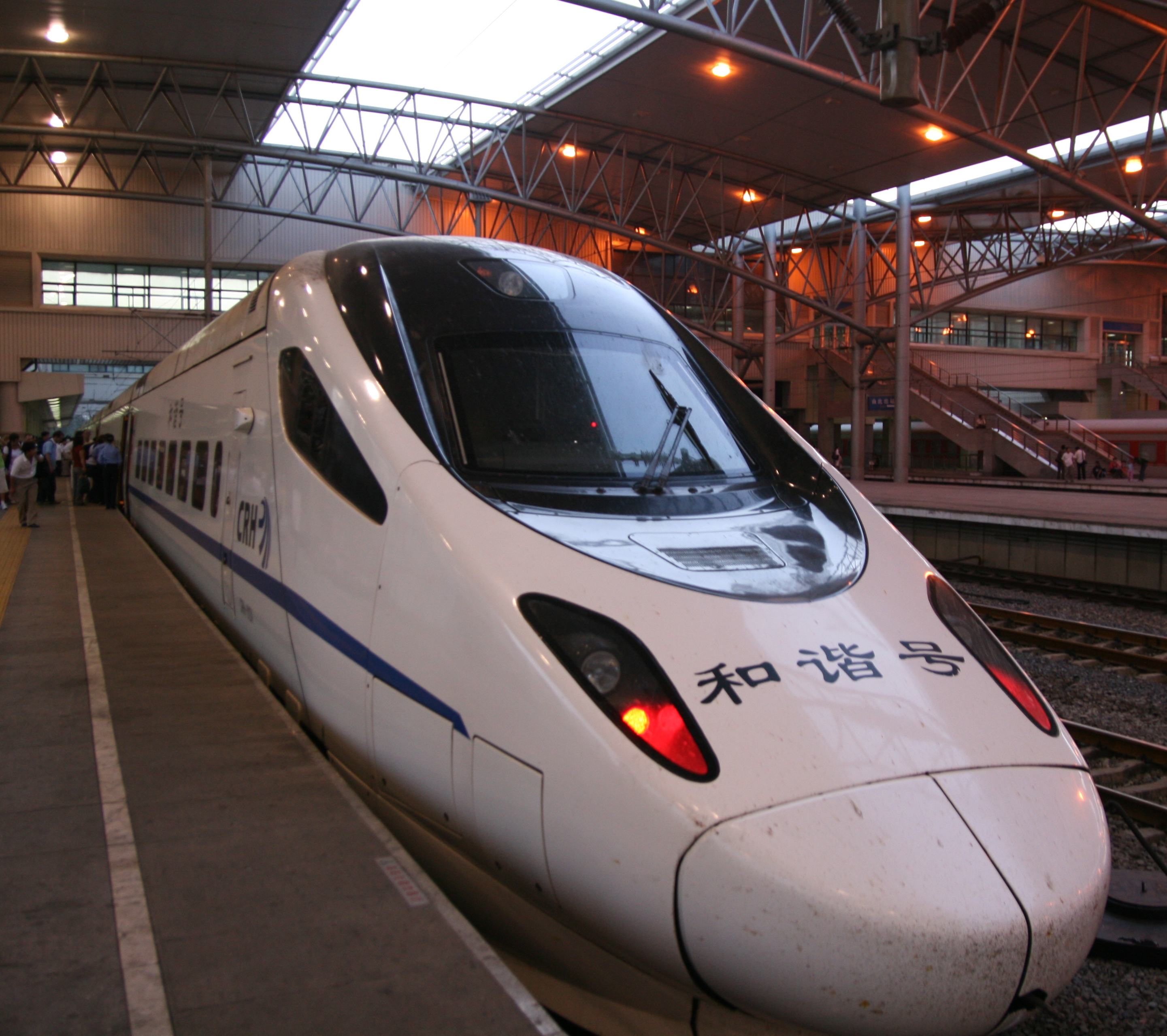
CRH5
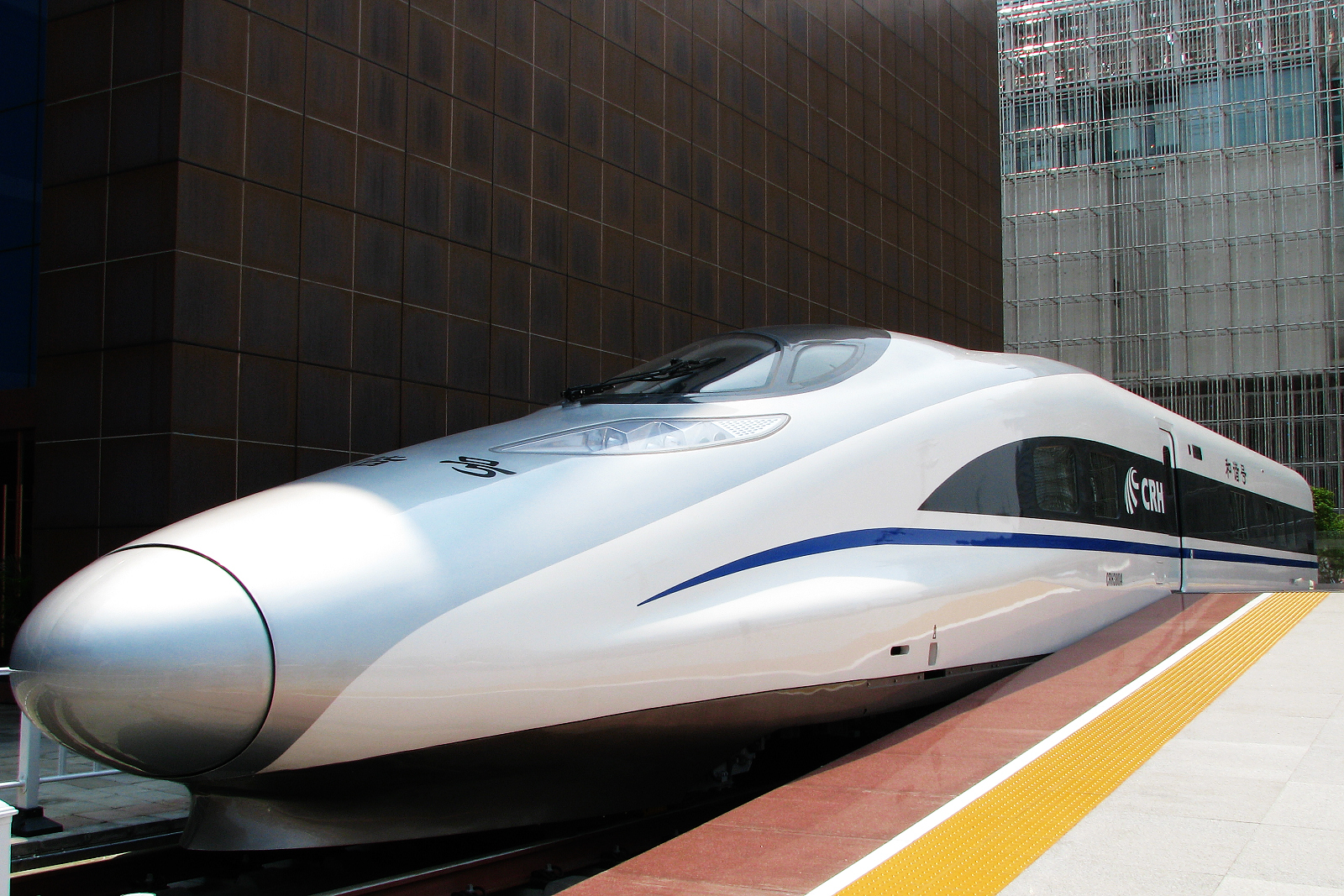
CRH 380A
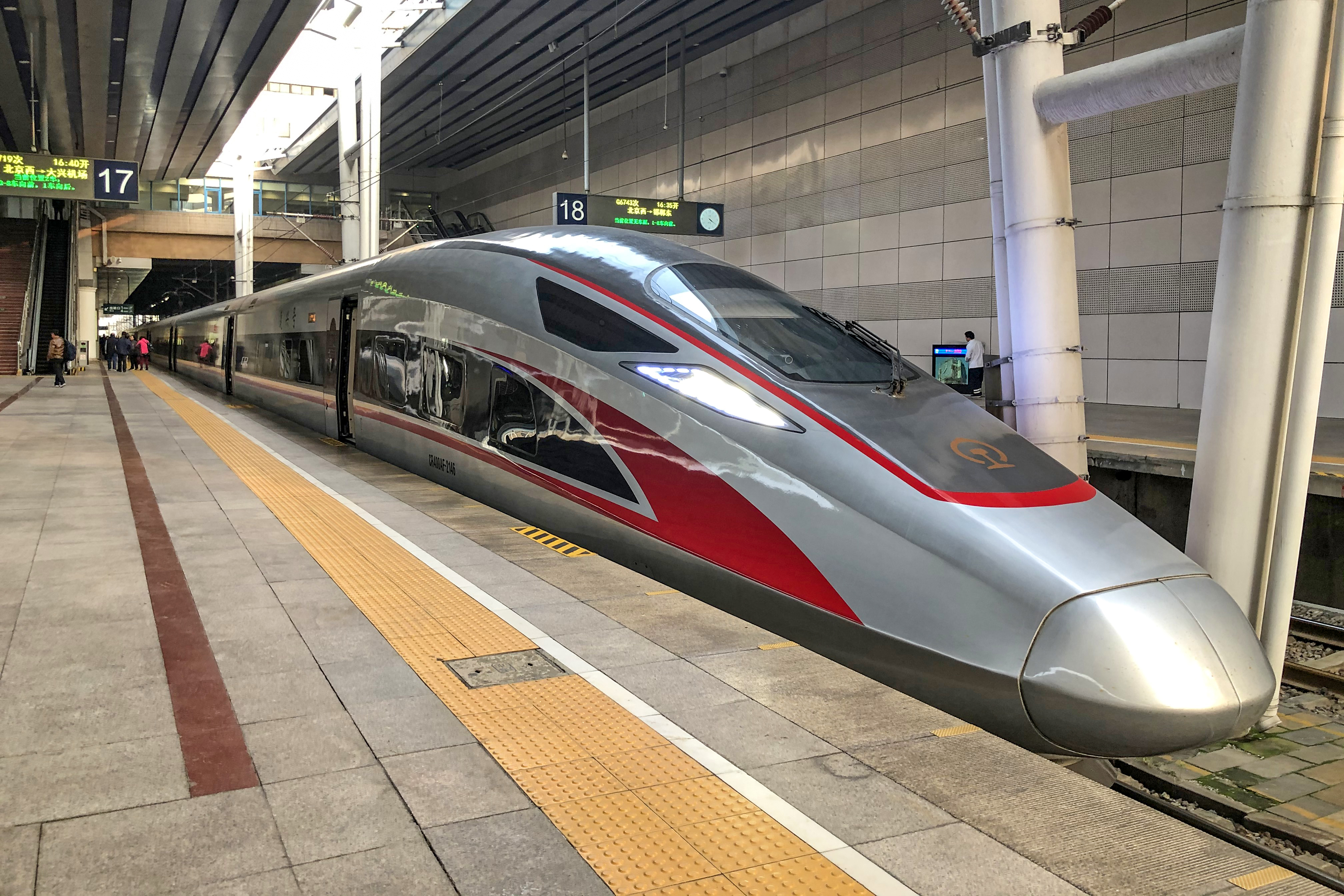
CR400AF Fuxing
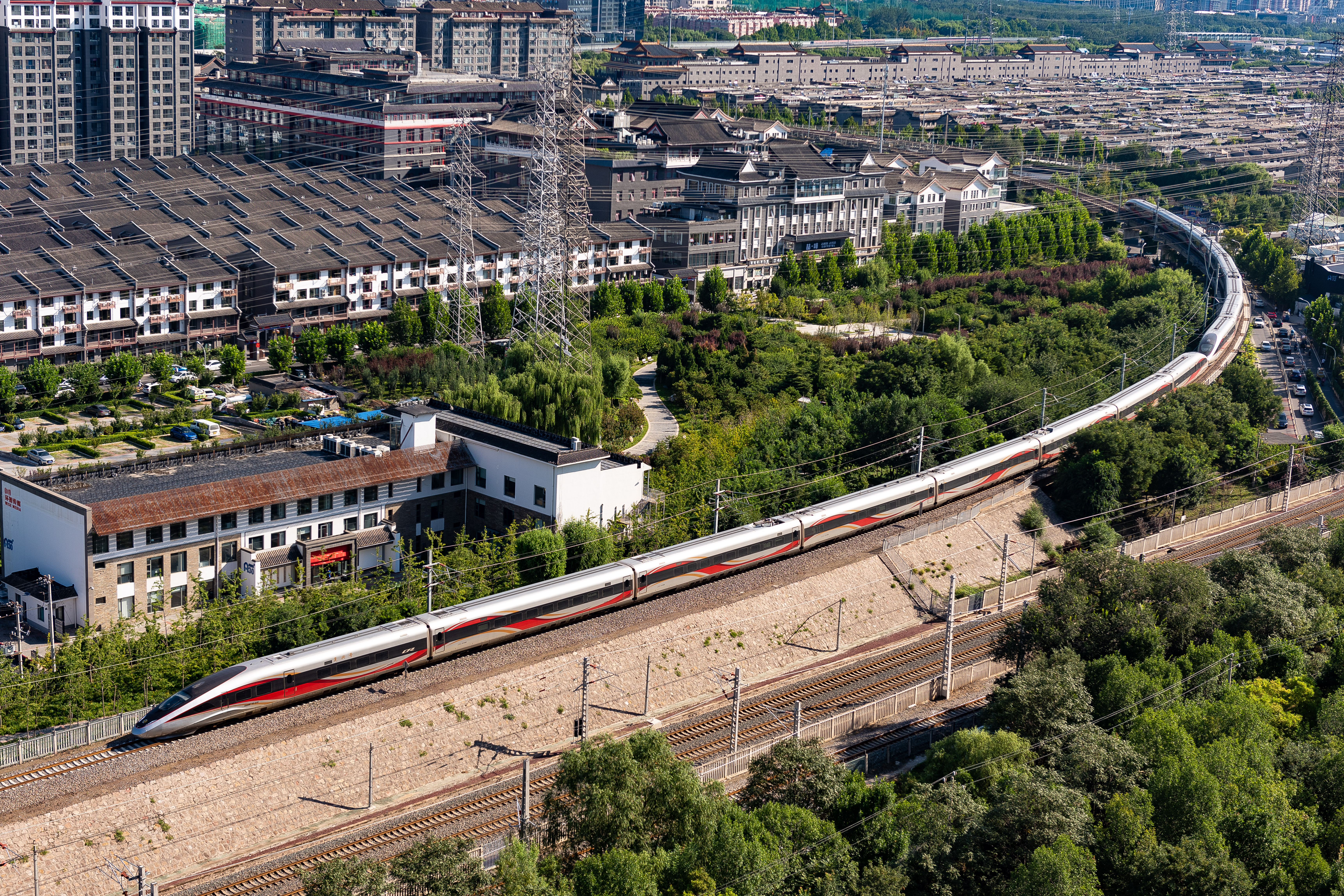
CR400BF-GZ Fuxing

## Eisenbahnunfall
Das schwerste Eisenbahnunfall der CRH ereignete sich am 23. Juli 2011 in Shuangyu in der Provinz Zhejiang auf der Bahnstrecke Southeast Coastal PDL von Shanghai nach Shenzhen, als zwei mit insgesamt 1400 Passagieren besetzte Züge zusammenstießen. Nach einem Blitzschlag kam der Hochgeschwindigkeitszug D 3115 auf einer Brücke auf freier Strecke zum Stillstand. Der nachfolgende Zug D 301 fuhr, nachdem er zuvor 25 Minuten außerplanmäßig gehalten hatte, um 20:38 Uhr auf den stehenden Zug auf. Dieser aus einem CRH1-Triebwagen bestehende Zug war auf dem Weg von Peking nach Fuzhou. Dabei stürzten vier Wagen des auffahrenden Zuges 20 bis 30 Meter in die Tiefe. Nach Pressemeldungen kamen mindestens 43 Reisende ums Leben, etwa 210 Personen wurden verletzt. Diese Zahl wurde von Staatsmedien mehrmals korrigiert, zuletzt wurden 40 Tote gemeldet.